# Deux Femmes trop sages

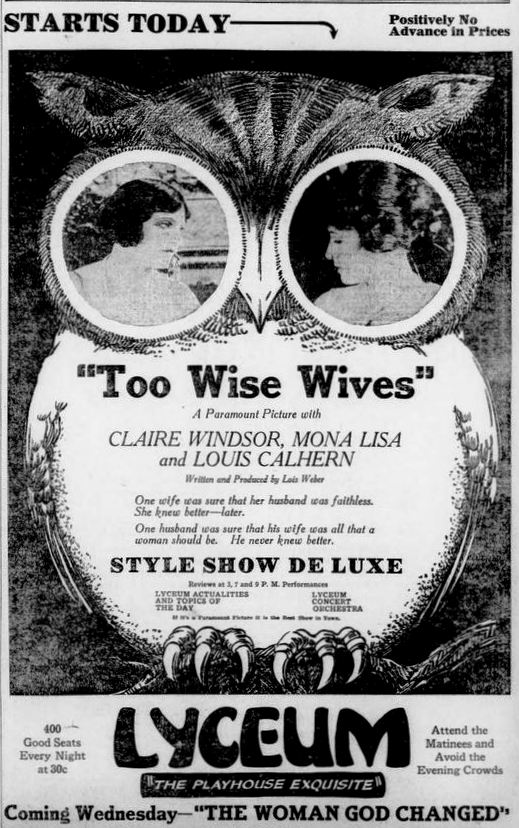
Réclame pour le film dans le journal Duluth Herald en août 1921.

Deux Femmes trop sages (Too Wise Wives) est un film américain réalisé par Lois Weber, sorti en 1921.

## Fiche technique
- Réalisation : Lois Weber
- Scénario : Lois Weber, Marion Orth
- Productrice : Lois Weber
- Photographie : William C. Foster
- Distributeur : Paramount Pictures
- Durée : 80 minutes (6 bobines)[1]
- Date de sortie : 
  - États-Unis : 22 mai 1921

## Distribution
- Louis Calhern : Mr. David Graham

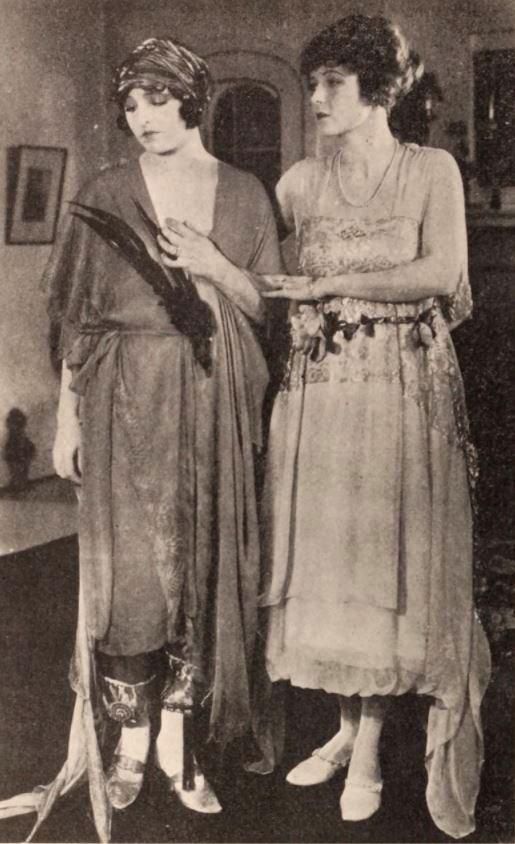
Mona Lisa et Claire Windsor dans une scène du film

- Claire Windsor : Marie, Mrs. David Graham
- Phillips Smalley : Mr. John Daly
- Mona Lisa : Sara, Mrs. John Daly